# Кендрикс, Эдди
Э́дди Ке́ндрикс (англ. Eddie Kendricks, полное имя: Edward James Kendrick; род. 17 декабря 1939 — 5 октября 1992) — американский певец. Известен и как участник вокальной группы The Temptations, и по большим сольным хитам в 1970-е годы.
Музыкальный сайт AllMusic характеризует певца как «выразительного вокалиста, который часто пел фальцетом», как «одного из членов-основателей великой мотауновской группы Temptations, чей прекрасный фальцет был ключевой характеристикой звучания группы, а также привёл его к состоятельной сольной карьере».
Ушёл из Temptations, чтобы начать сольную карьеру, в 1971 году, когда группа была ещё чрезвычайно популярна.  Как пишет AllMusic, поклонники Temptations сомневались, насколько это было мудро со стороны Кендрикса «покидать такую успешную группу», но он доказал свою «дееспособность в качестве сольного акта» такими сольными хитами, как «Keep on Truckin’» (1 место в Billboard Hot 100 и в ритм-н-блюзовом чарте «Билборда») и «Boogie Down» (2 место в Hot 100 и 1 место в ритм-н-блюзовом чарте). Среди других его значительных сольных хитов можно упомянуть «Shoeshine Boy», «Get the Cream Off the Top», «Happy» (все три в 1975 году) и «He’s a Friend» (в 1976 году).
Умер певец от рака легкого 5 октября 1992 года в своём родном городе Бирмингем, штат Алабама. Ему было всего 52 года.

## Дискография
- См. «Eddie Kendricks § Solo discography» в английском разделе.